# Sloterkade

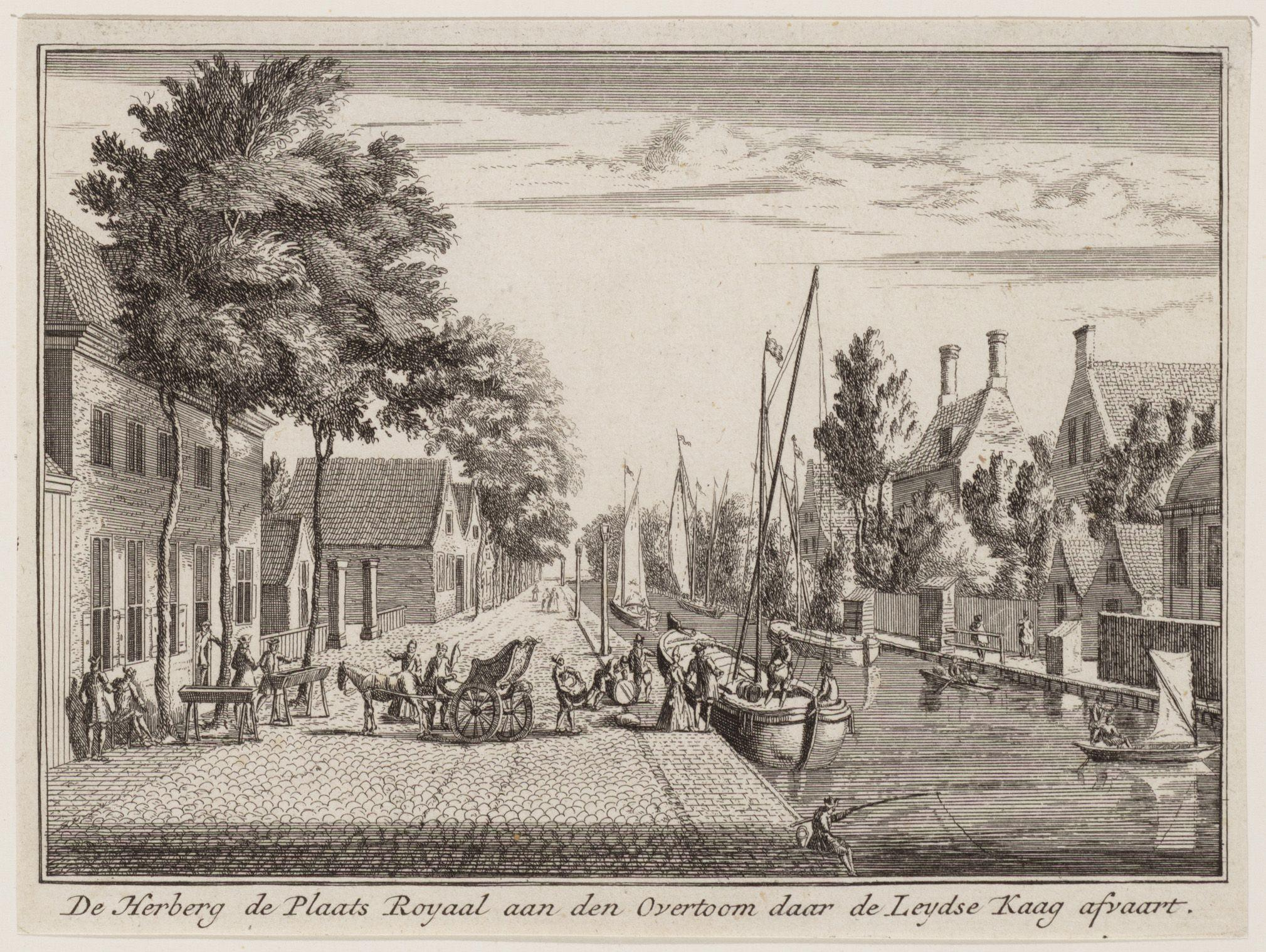
De Sloterkade en de Schinkel, met links de herberg 'de Plaats Royaal' en de Leidse Veer, gezien naar de Overtoom. Voor de herberg ligt het beurtschip (veerboot) naar Leiden; circa 1730.

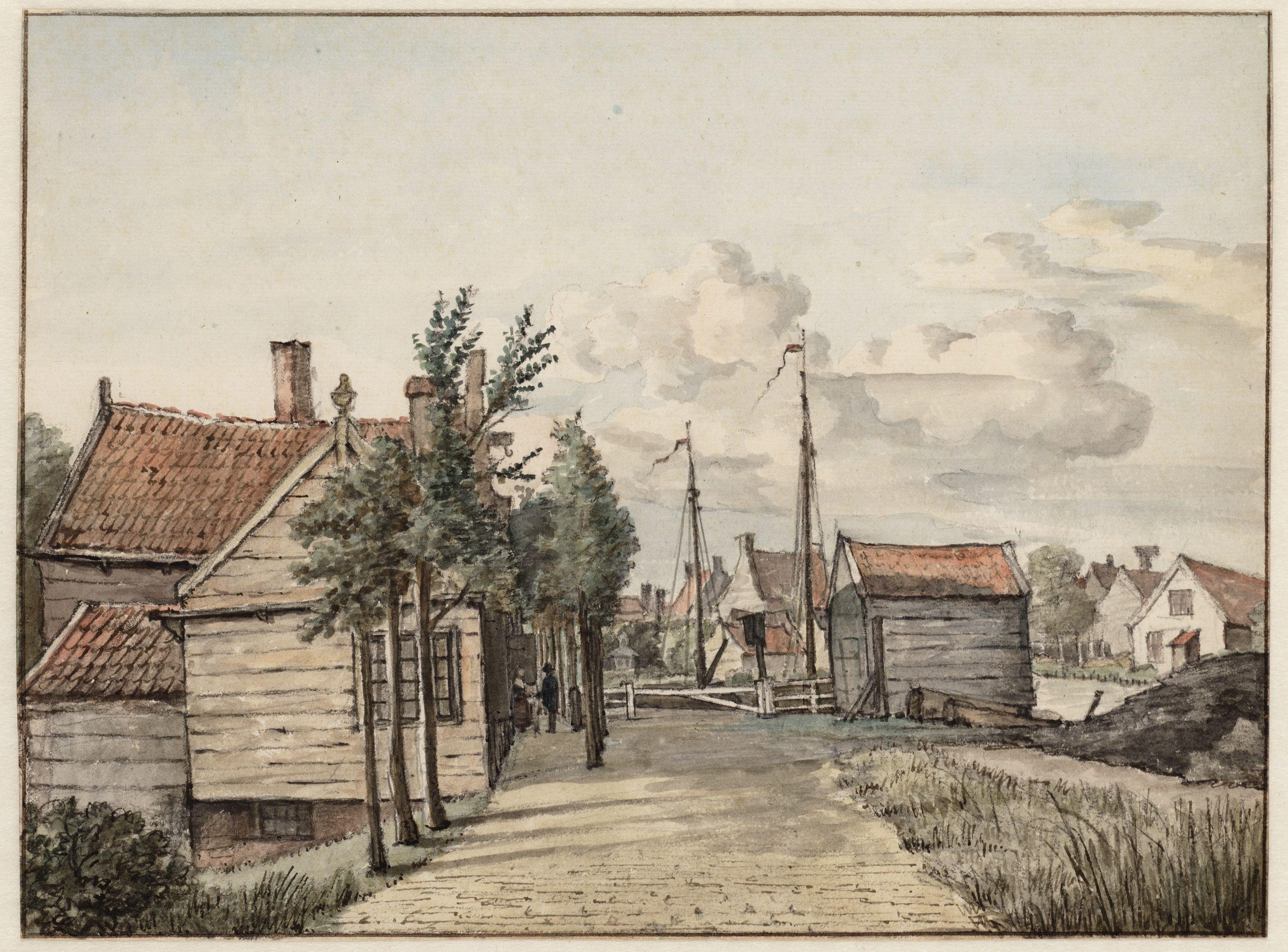
Het Tolhek aan de Sloterweg, nu Sloterkade, vlak bij de Overtoom. Rechts de Schinkel; 1817.

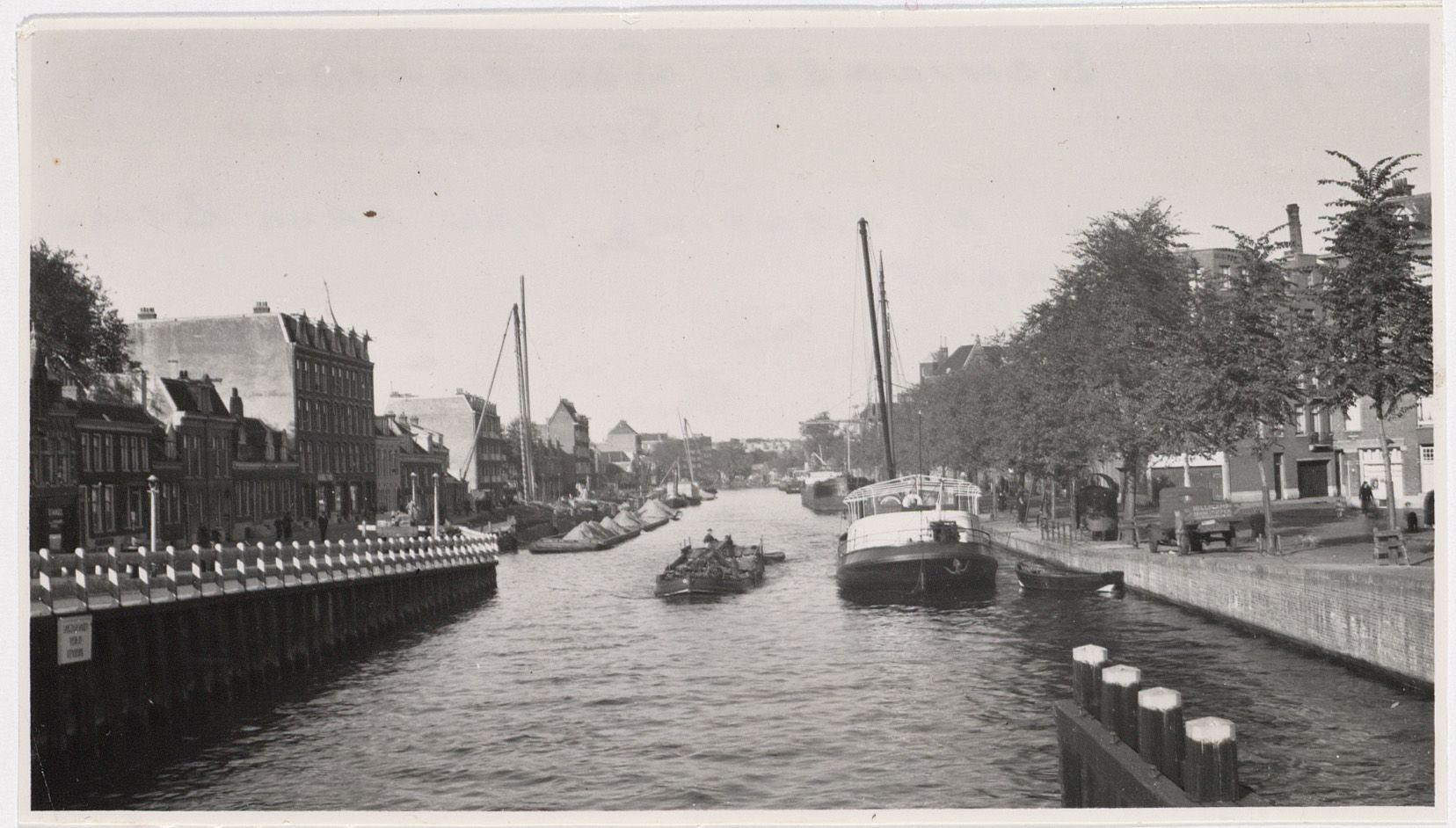
De Schinkel gezien in noordelijke richting vanaf de Zeilbrug. Links Sloterkade en rechts Schinkelkade; 1937.

De Sloterkade is een straat in Amsterdam-Zuid.

## Geschiedenis en ligging
De straat Sloterkade ligt op de westelijke kade van de Schinkel. Deze ligt in het verlengde van de Baarsjesweg ten zuiden van de Surinamestraat. Aan de overzijde van de waterweg ligt de Schinkelkade. De beide kaden worden met elkaar verbonden door de Overtoomsesluis, de Théophile de Bockbrug en de Zeilbrug.
De kade vormt sinds de middeleeuwen een deel van de Heiligeweg van de Sloterweg (via de Overtoomse Buurt en de Overtoom) naar de Kalverstraat.
In 1816 werd de route vanaf de Overtoomse Buurt via de Sloterweg naar het dorp Sloten verhard en heette toen Sloterstraatweg. Per raadsbesluit Gemeente Amsterdam werd op 22 maart 1922 officieel de naam Sloterkade, naar de voormalige gemeente Sloten, die een jaar eerder was geannexeerd.
De straat begint bij de Surinamestraat / brug Overtoomse Sluis en eindigt bij de Rijnsburgstraat. Dit is de plek waar de oude Sloterweg naar het zuidwesten afboog richting Sloten. In het verlengde van de Sloterkade ligt langs de Schinkel het Jaagpad.
Vanwege de bouw van nieuwe woonwijken in de jaren vijftig en de komst van de Rijksweg 10 in de jaren zeventig werd de Sloterweg ingekort tot aan de Johan Huizingalaan en de directe verbinding tussen Sloterkade en het overblijvende deel van de Sloterweg ging verloren. Het stukje Sloterweg tussen de Sloterkade en Aalsmeerplein met daaraan nog gelegen Begraafplaats Huis te Vraag bleef bestaan maar kreeg in 1973 de nieuwe naam Rijnsburgstraat.
Tussen 1818 en 1923 bevond zich ten noorden van de huidige Zeilbrug een tolhek op de Sloterkade, waar tol moest worden betaald voor gebruik van de straatweg naar Sloten.
Van 13 augustus 1918 tot 1 juni 1921 reed de tramlijn Amsterdam - Sloten komende uit de Jacob Marisstraat en Weissenbruchstraat over de Sloterkade. Op 1 juni 1921 werd de lijn, 5 maanden na de annexatie, overgenomen door de Gemeentetram Amsterdam en kreeg administratief het lijnnummer 21. Na eerst gedeeltelijk en naderhand geheel als tractortram lijn 21 te hebben gereden werd de lijn op 3 december 1925 geheel vervangen door buslijn G die nog tot 22 juni 1929 over de Sloterkade reed maar toen werd verlegd naar de route via het Hoofddorpplein en Aalsmeerweg.

## Bebouwing
Langs de kade is bebouwing sinds de Middeleeuwen. Op de grens tussen Sloten en Nieuwer-Amstel legden de schepen aan die opvarenden naar en van Amsterdam brachten bij de Overtoom, later Overtoomse Sluis. Uit die tijd dateert bijvoorbeeld het Aalsmeerder Veerhuis (1634), dat onderdak en ander gerief bracht aan gasten (aan de overzijde van de Schinkel stond het Leidse Veerhuis). In de Schinkel lag een overtoom (ter hoogte van de Andreas Schelfhoutstraat). Op de Nieuwe Accurate Kaart van Amstellandt uit 1717 zijn dan ook de namen van de uitspanningen Boutenburg, Colchester en Nieuwe Plaats Royal te vinden.
Na de annexatie van de gemeente Sloten door Amsterdam in 1921, kwam er nieuwe etagewoningbouw aan de westzijde van de Schinkel, dit werden de buurten rond het Surinameplein en Hoofddorpplein. In de loop der jaren verdween steeds meer oudere bebouwing om plaats te maken voor nieuwbouw. Het duidelijkste voorbeeld waarvan was lange tijd het contrast van het Aalsmeerder Veerhuis met het buurpand, een modern groot kantoorpand van de Bankgirocentrale uit 1970 (sinds 1999 een appartementencomplex). In de 21ste eeuw kenmerkt de kade en de omgeving, de Hoofddorppleinbuurt, zich door gentrificatie.

## Opvallende gebouwen
| Object                               | Bouwperiode         | Monumentenstatus        | Omschrijving | Afbeelding |
| ------------------------------------ | ------------------- | ----------------------- | --- | ---------- |
| Sloterkade 1-9                       | 1927                | gemeentelijk monument   | Sloterkade 1-9 is een onderdeel van een complex dat zich uitstrekt over de Surinamestraat 1-11 en Surinameplein 1-27; de architect Jordanus Roodenburgh ontwierp een bouwblok in de stijl van de Amsterdamse School; het dateert uit de periode 1927-1929. Sloterkade 1-9, van rechts naar links met daarnaast 10/11 en 19. |            |
| Sloterkade 21                        | 1634                | rijksmonument 5495      | Het Aalsmeerder Veerhuis of 'Herberg De Bonte Os' met datumstenen 'Anno 1634' dateert uit het pre-stedelijke tijdperk; het bevond zich in de jaren 40 en 50 van de 20e eeuw in deplorabele staat en werd in 1964-1965 gerestaureerd, pand heeft opvallende gevelsteen. |            |
| Sloterkade 22-29                     | 1971 2000           | geen                    | De oorspronkelijke huizen maakten hier in 1969-1970 plaats voor het gebouw van de Bankgirocentrale; doordat de rooilijnwetgeving nog uit de Slotense periode stamde kon hier een relatief groot bouwvolume neergezet worden naar een ontwerp van Henri le Grand en Paul Selle; het gebouw van beton en glas werd echter al snel te klein voor de gebruiker; de bankcentrale vertrok, het kende enige jaren leegstand voordat het in 1999 werd verbouwd tot onder leiding van de architect Charles Vandenhove; daarbij kreeg het gebouw een geheel nieuwe voorgevel en een nieuwe naam Plaats Royaal een verwijzing naar een oude herberg vermeld op de kaart uit 1751. De hoogbouw op de foto's, boven: Bankgirocentrale, onder: Plaats Royaal. |            |
| Sloterkade 31 en 32                  |                     |                         | Panden uit het prestedelijke tijdperk; de lage huizen naast de hoogbouw. |            |
| Sloterkade 33-40                     | 1978-1980           | geen                    | Rijtje sociale woningbouw naar een ontwerp van Sier van Rhijn; winnaar van de Merkelbachprijs. |            |
| Sloterkade 134-140                   |                     | geen                    | 'Sloterstyn', gebouwd als kantoorpand, enige tijd was RTV Noord-Holland hier gevestigd (en noemde een programma naar het gebouw); het gebouw werd in 2007 door Kentie en Partners verbouwd tot appartementencomplex met woningen en winkels, waaronder een Hemafiliaal; het gebouw werd gestript tot op het casco en opnieuw opgetrokken. |            |
| Sloterkade 142                       | 1900                | gemeentelijk monument   | Pand uit het prestedelijke tijdperk. |            |
| Sloterkade 143-144                   | 1882                | gemeentelijk monumenten | Twee pandjes uit het prestedelijke tijdperk |            |
| Sloterkade 147-152; Hoofddorpweg 2-8 | 1941                | gemeentelijk monument   | Bouwblok naar een ontwerp van Piet Zanstra, Jan Giesen en Karel Sijmons met opvallende kromming in gevel en oranjerood baksteen tegenover beige gevelelementen. |            |
| Sloterkade 157-160                   | 1934 1988           | geen                    | In 1934 werd hier op nummer 162 de Victoriabioscoop geopend naar ontwerp van Anton Hamaker; deze werd rond 1988 gesloopt en vervangen door appartementen. |            |
| Sloterkade 161-168                   | 1893-1898-1907-1999 | geen                    | Fabrieksgebouw, onder andere van de chemische wasserij en ververij van de firma Knottenbelt vanaf 1893; latere gebruikers AEG en Indoor Lampen; in 1999 werd het onder leiding van Köther, Salman en Koedijk architecten verbouwd tot appartementencomplex 'Lightfactory', refererend aan de lampenfabriek; een deel van de nieuwbouw werd over de oudbouw gebouwd. |            |
| Sloterkade 180-181                   |                     |                         | Relatief hoge bebouwing met witte zijgevel met in het oog springende uitpandige schoorsteen. |            |
| Sloterkade 183-186                   | 1931                |                         | Gebouwencomplex met Rietwijkerstraat 1-3, architect Arend Jan Westerman; links op de foto Sloterkade, rechts Rietwijkerstraat. |            |